# من هنوز ایمان دارم (ترانه فرانک ترنر)
«من هنوز ایمان دارم» تک‌آهنگی از هنرمند اهل بریتانیا فرانک ترنر است. این ترانه در اکتبر ۲۰۱۰ منتشر شده و در چارت موسیقی بریتانیا در رتبه ۴۰ قرار گرفت.